# Arnaud Tournant

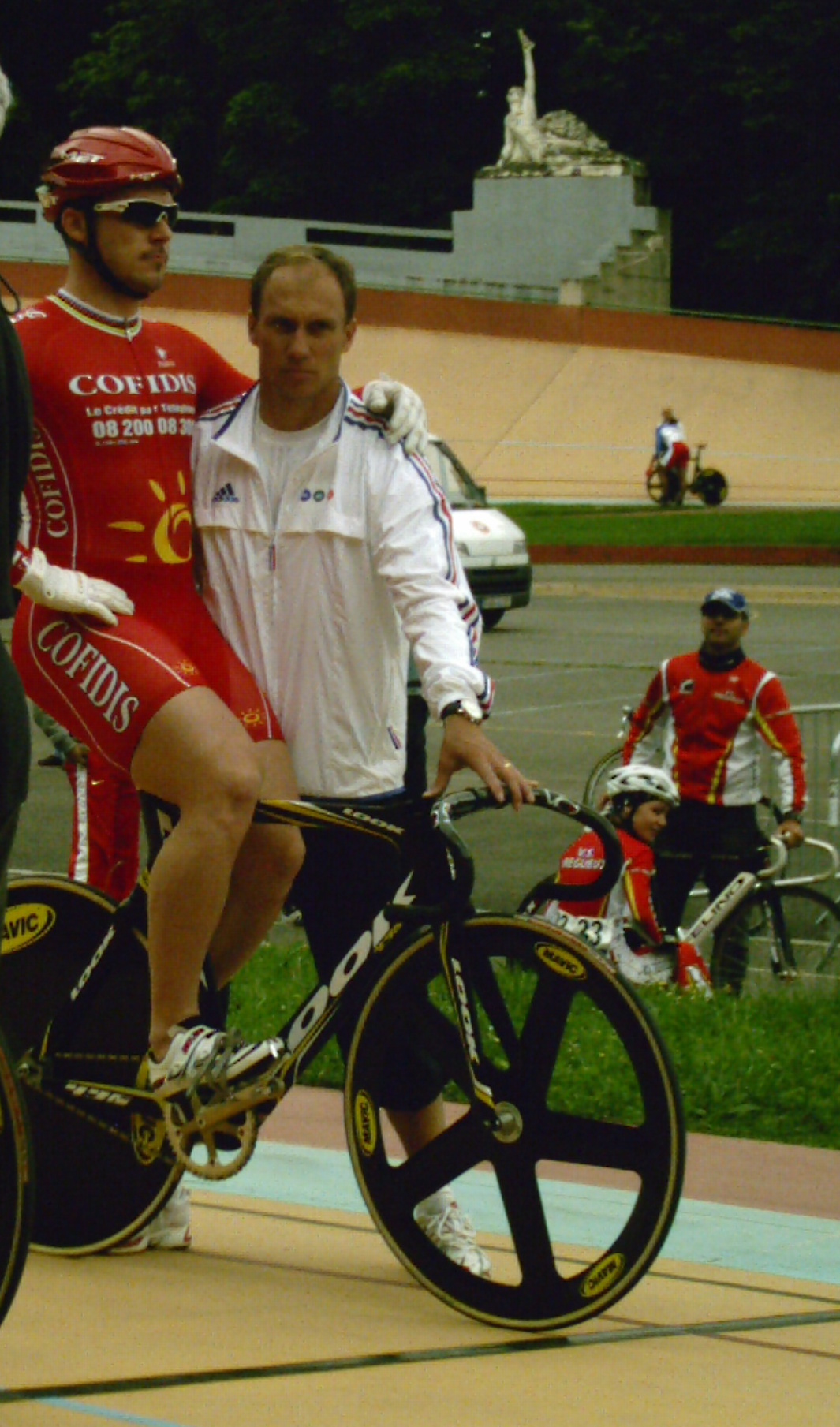
Arnaud Tournant (links) en Florian Rousseau

Arnaud Tournant (Roubaix, 5 april 1978) is een Frans voormalig baanwielrenner. Hij is olympisch kampioen en veertienvoudig wereldkampioen en won gouden medailles op de sprint, de ploegsprint en de kilometer. Hij is bovendien wereldrecordhouder geweest op de kilometer met 58,875 seconde. Jeffrey Hoogland is de huidige wereldrecordhouder op de kilometer.
Zijn zeges op de ploegsprint behaalde hij door de jaren heen met zeven verschillende renners: Florian Rousseau, Vincent Le Quellec, Laurent Gané, Mickaël Bourgain, Grégory Baugé, Kévin Sireau en François Pervis.
Met het behalen van veertien wereldtitels was Tournant jarenlang recordhouder bij het baanwielrennen. Zijn prestatie werd in 2024 verbeterd door Harrie Lavreysen.
Tournant is officier in de Franse Nationale Orde van Verdienste.

## Belangrijkste resultaten

### Kampioenschappen
| Jaar | Olympische Spelen                              | Wereldkampioenschappen                                        | Franse kampioenschappen |
| ---- | ---------------------------------------------- | ------------------------------------------------------------- | ----------------------- |
| 1997 |                                                | ploegsprint · (met Rousseau en Le Quellec) · 4e 1 km          | sprint                  |
| 1998 |                                                | ploegsprint · (met Rousseau en Le Quellec) · 1 km · 5e sprint |                         |
| 1999 |                                                | ploegsprint · (met Rousseau en Gané) · 1 km · 4e sprint       | sprint                  |
| 2000 | ploegsprint · (met Rousseau en Gané) · 5e 1 km | ploegsprint · (met Rousseau en Gané) · 1 km                   |                         |
| 2001 |                                                | ploegsprint · (met Rousseau en Gané) · 1 km · sprint          | sprint                  |
| 2002 |                                                | 1 km · 4e sprint                                              | sprint                  |
| 2003 |                                                | 1 km · 4e sprint                                              | sprint                  |
| 2004 | 1 km · ploegsprint · (met Bourgain en Gané)    | ploegsprint · (met Bourgain en Gané) · 1 km                   | 1 km · sprint           |
| 2005 |                                                |                                                               | sprint · keirin         |
| 2006 |                                                | ploegsprint · (met Bourgain en Baugé) · keirin · 8e sprint    | sprint                  |
| 2007 |                                                | ploegsprint · (met Bourgain en Baugé)                         |                         |
| 2008 | ploegsprint · (met Sireau en Baugé)            | ploegsprint · (met Sireau en Baugé)                           | sprint · keirin         |

### Overige wedstrijden
1998
- Wereldbeker Cali - ploegsprint (met Laurent Gané en Damien Gerard)
- Wereldbeker Cali - sprint
- Wereldbeker Berlijn - 1 km

1999
- Wereldbeker Cali - ploegsprint (met Mickaël Bourgain en Vincent Le Quellec)
- Wereldbeker Cali - 1 km

2004
- Wereldbeker Aguascalientes - ploegsprint (met Mickaël Bourgain en Laurent Gané)

2005
- Wereldbeker Sydney - ploegsprint (met François Pervis en Grégory Baugé)

2007
- Wereldbeker Manchester - sprint

2008
- Wereldbeker Los Angeles - ploegsprint (met Kévin Sireau en Grégory Baugé)
- Wereldbeker Los Angeles - keirin

## Ploegen
- 1997 - Cofidis
- 1998 - Cofidis
- 1999 - Cofidis
- 2000 - Cofidis
- 2001 - Cofidis
- 2002 - Cofidis
- 2003 - Cofidis
- 2004 - Cofidis
- 2005 - Cofidis
- 2006 - Cofidis
- 2007 - Cofidis
- 2008 - Cofidis

2000: Gané, Tournant, Rousseau ·
2004: Wolff, Nimke, Fiedler ·
2008: Staff, Kenny, Hoy ·
2012: Kenny, Hoy, Hindes ·
2016: Hindes, Kenny, Skinner ·
2020: Van den Berg, Büchli, Lavreysen, Hoogland
2024: Van den Berg, Lavreysen, Hoogland
Wielerploegen van Arnaud Tournant
Andreu · 
Armstrong · 
Capelle · 
Desbiens · 
Fondriest · 
Gaumont · 
Goubert · 
Jalabert · 
Julich · 
Livingston · 
Martin · 
Millar · 
Moncoutié · 
Moreau · 
Plaza · 
Rinero · 
Rominger · 
Saugrain · 
Thibout · 
Tournant · 
Van De Laer · 
Gwiazdowski (stagiair) · 
Plouhinec (stagiair) · 
Poos (stagiair) 
Bertolini · 
Capelle · 
Casagrande · 
Delbove · 
Desbiens · 
Fondriest · 
Gané · 
Gaumont · 
Goubert · 
Gwiazdowski · 
Jalabert · 
Julich · 
Lelli · 
Le Quellec · 
Livingston · 
Martin · 
Meier · 
Millar · 
Moncoutié · 
Moreau ·
Plaza · 
Plouhinec · 
Rinero · 
Saugrain · 
Thibout · 
Tournant · 
Loder (stagiair) · 
Tombak (stagiair) 
Bourgain · 
De Wolf · 
Delbove · 
Desbiens · 
Farazijn · 
Gané · 
Gaumont · 
Gwiazdowski · 
Jalabert · 
Julich · 
Lamour · 
Lelli · 
Le Quellec · 
Loder · 
Mattan · 
Meier · 
Millar · 
Moncoutié · 
Moreau ·
Plouhinec · 
Prétot · 
Quemener · 
Rinero · 
Rokia · 
Tombak · 
Tournant · 
Vandenbroucke · 
Guillaume (stagiair) · 
Krafft (stagiair) · 
Ravaleu (stagiair) 
Bourgain · 
De Wolf · 
Desbiens · 
Farazijn · 
Flammang · 
Gané · 
Gaumont · 
Krafft · 
Lamour · 
Le Boulanger · 
D. Lefèvre · 
L. Lefèvre · 
Lelli · 
Le Quellec · 
Loder ·
Lopeboselli ·
Mattan · 
Meier · 
Millar · 
Moncoutié · 
Moreau ·
Peers · 
Planckaert ·
Pommereau ·
Prétot · 
Rinero · 
Sassone · 
Silovs · 
Tombak · 
Tournant · 
Vandenbroucke · 
Bonnet (stagiair) · 
Fogen (stagiair) · 
Tournier (stagiair) 
Atienza · 
Beloesov · 
Bourgain · 
Clain · 
Cuesta · 
Dublé ·
Farazijn · 
Flammang · 
Fofonov ·
Gané · 
Gaumont · 
Hayles · 
Kivilev · 
Krafft · 
Lamour · 
Le Boulanger · 
D. Lefèvre · 
L. Lefèvre · 
Lelli · 
Lopeboselli ·
Loué · 
Mattan · 
Millar · 
Moncoutié · 
Peers · 
Planckaert ·
Pommereau ·
Rinero · 
Rutkiewicz ·
Sassone · 
Silovs (tot 31/07) · 
Tessier · 
Tombak · 
Tournant · 
Trentin · 
Andre (stagiair) · 
Vanoverschelde (stagiair) 
Atienza · 
Bourgain · 
Clain · 
Cuesta · 
Dublé ·
Farazijn · 
Fernández ·
Flammang · 
Fofonov ·
Gané · 
Gaumont · 
Hayles · 
Kivilev · 
Lamour · 
Le Boulanger ·
Lelli · 
Lopeboselli ·
Loué · 
Mattan · 
Millar · 
Moncoutié · 
Neuville · 
Peers · 
Planckaert ·
Rutkiewicz ·
Sassone · 
Tessier · 
Tombak · 
Tournant · 
Trentin · 
Vasseur · 
Calzati (stagiair) · 
Coyot (stagiair) · 
Roulston (stagiair) ·
Vanoverschelde (stagiair) 
Atienza · 
Bessy ·
Bourgain · 
Clain · 
Coyot ·
Cuesta · 
Dublé ·
Farazijn · 
Fernández ·
Flammang · 
Fofonov ·
Gané · 
Gaumont · 
Hayles · 
Kivilev (tot 12/03) ·  
Lelli · 
Lopeboselli ·
Mattan · 
Millar · 
Moncoutié · 
Peers · 
Pérez · 
Planckaert ·
Roulston · 
Rutkiewicz ·
Sassone · 
Thirionet · 
Tombak · 
Tournant · 
Trentin · 
Vasseur · 
Gadret (stagiair) · 
Johnson (stagiair) · 
Monier (stagiair)  
Astarloa  (tot 30/04) ·
Atienza · 
Bessy ·
Bourgain · 
Casper ·
Clain (tot 30/04) · 
Coyot ·
Cuesta · 
Edaleine ·
Engoulvent ·
Farazijn · 
Fernández ·
Fofonov ·
Gané · 
Gaumont (tot 15/02) · 
Lelli · 
Millar (tot 15/07) · 
Moncoutié · 
Monier ·
O'Grady ·
Pérez · 
Roulston · 
Scheirlinckx · 
Tombak · 
Tournant · 
Trentin · 
Vasseur · 
White · 
Cabrera (stagiair) ·
Moinard (stagiair) · 
Roche (stagiair)   
Augé ·
Atienza · 
Bertagnolli · 
Bessy ·
Bourgain · 
Casper ·
Chavanel · 
Coyot ·
Duclos-Lassalle · 
Edaleine ·
Engoulvent ·
Farazijn · 
Fernández ·
Fofonov ·
Gané · 
Inaudi · 
Koerts · 
Marichal ·
Moinard · 
Moncoutié · 
Monier ·
O'Grady ·
Pérez · 
Roche ·
Scheirlinckx · 
Tombak · 
Tournant · 
Trentin · 
Vasseur · 
White · 
Galland (stagiair) · 
Hartmann (stagiair) · 
Sutton (stagiair)   
Augé ·
Bertagnolli · 
Bessy ·
Bourgain · 
Casper ·
Chavanel · 
Coyot ·
Duclos-Lassalle · 
Duque · 
Elijzen ·
Farrar · 
Fernández ·
Heijboer · 
Inaudi · 
Lequatre · 
Marichal ·
Minard · 
Moinard · 
Moncoutié · 
Monfort ·
Monier ·
Moreni ·
Parra ·
Pérez · 
Roche ·
Sanchez · 
Scheirlinckx · 
Sutton ·
Tournant · 
Valentin · 
Verbrugghe · 
Wiggins · 
El Fares (stagiair) ·
Godet (stagiair) ·
Hartmann (stagiair) 
Augé ·
Bessy ·
Bourgain · 
Buffaz · 
Chavanel · 
De Weert ·
Duclos-Lassalle · 
Duque · 
Elijzen ·
Farrar · 
Fernández ·
Hartmann ·
Hary ·
Heijboer · 
Henriette · 
Høj · 
Huguet · 
Lequatre · 
Minard · 
Moinard · 
Moncoutié · 
Monfort ·
Monier ·
Moreni (tot 31/07) ·
Nuyens ·
Parra ·
Scheirlinckx · 
Sireau ·
Sutton ·
Tournant · 
Valentin · 
Verbrugghe · 
Wiggins · 
Zampieri · 
El Fares (stagiair) ·
Taaramäe (stagiair) · 
Villa (stagiair) 
Augé ·
Blain ·
Bourgain · 
Brard ·
Buffaz · 
Chavanel · 
Demaret ·
De Weert ·
Duclos-Lassalle · 
Dumoulin ·
Duque · 
El Fares ·
Fernández ·
Hartmann ·
Hary ·
Heijboer · 
Henriette · 
Høj · 
Huguet · 
Minard · 
Moinard · 
Moncoutié · 
Monfort ·
Monier ·
Nuyens ·
Portal ·
Scheirlinckx · 
Sireau ·
Taaramäe · 
Tournant · 
Valentin · 
Verbrugghe · 
Villa ·
Zampieri · 
Blot (stagiair) ·
Lebas (stagiair) · 
Zingle (stagiair) 
- Bibliothèque nationale de France: cb16547654z (data)
- International Standard Name Identifier: 0000 0004 5097 5412
- Virtual International Authority File: 316737689